# Edward Herbert Thompson
Edward Herbert Thompson Worcester (Massachusetts), 28 de septiembre de 1857 - Plainfield (Nueva Jersey), 11 de mayo de 1935) fue un diplomático estadounidense.

## Biografía
Thompson nació en Worcester (Massachusetts). Inspirado por los libros de John Lloyd Stephens, dedicó gran parte de su carrera al estudio de la civilización maya. En 1879, la revista Popular Science publicó un artículo en el que Thompson argumentaba que los monumentos mayas eran evidencia de la existencia de Atlántida. El artículo atrajo la atención de Stephen Salisbury III, un barón de los ferrocarriles y benefactor de la American Antiquarian Society, quien motivó a Thompson para que se mudara a Yucatán a explorar las ruinas. El senador George Frisbie Hoar aceptó ayudar a Thompson y lo recomendó para el puesto de cónsul de los Estados Unidos en Yucatán.
Thompson llegó a Mérida en 1885 y desde entonces pasó la mayor parte de su vida en Yucatán. Aunque cuando arribó solo hablaba inglés, aprendió español rápidamente y también logró hablar el idioma maya fluidamente.
Thompson realizó exploraciones extensivas en Labná, un sitio en el que se había realizado poco trabajo hasta entonces. También descubrió varios sitios menores en la región Puuc. También realizó una serie de moldes de yeso de esculturas y arquitectura maya, especialmente de Uxmal y Labná. Estos yesos fueron exhibidos en la Exposición Mundial Colombina de Chicago en 1893.
Thompson es en particular conocido por haber dragado y saqueado el cenote sagrado de Chichén Itzá entre 1904 y 1911, en donde encontró numerosos artefactos de oro, cobre y jade, así como muestras de ropas y armas de madera. Para tal efecto compró la hacienda Chichén Itzá en 1893 e instaló una draga en 1904 en la orilla del cenote.

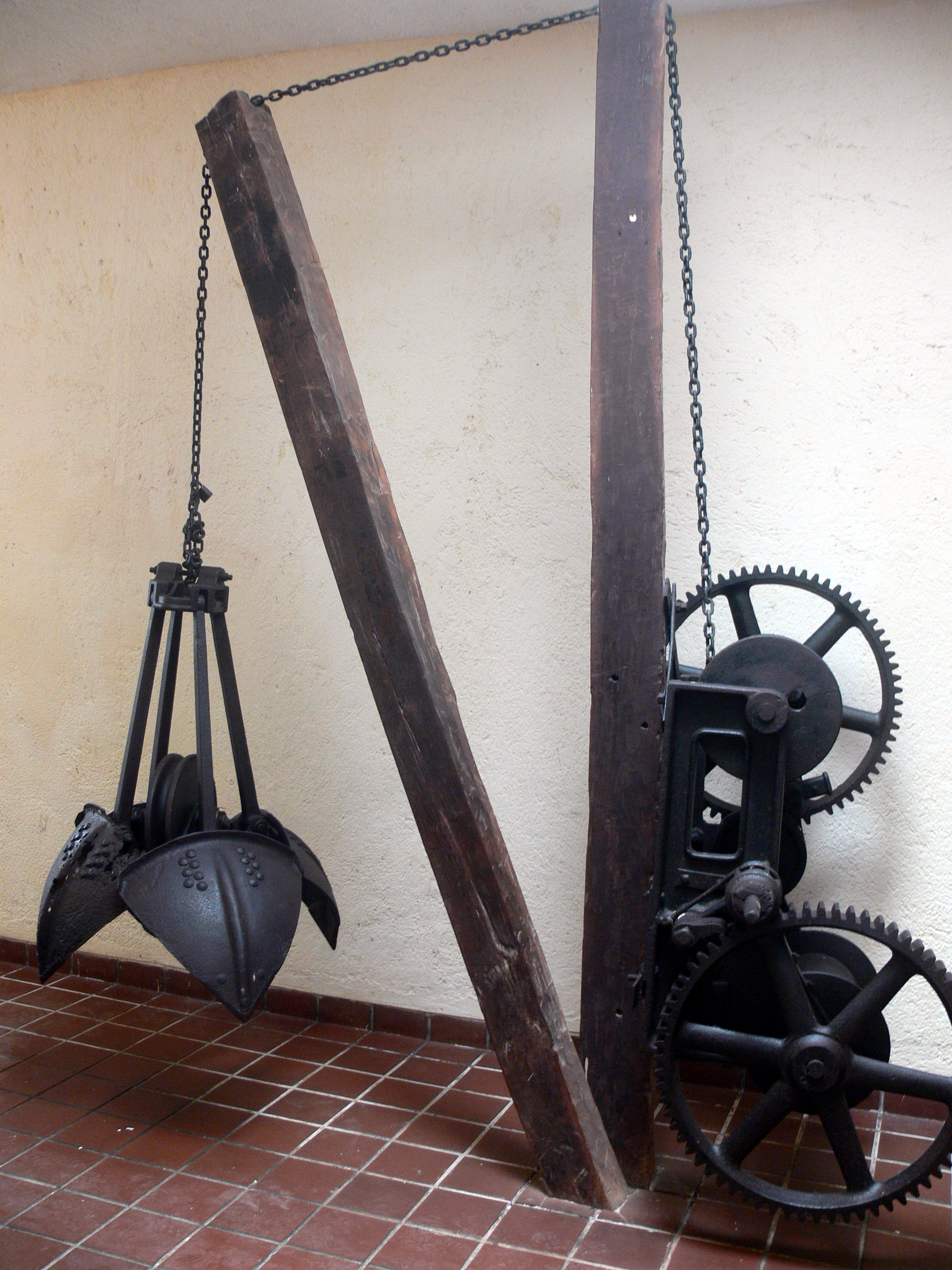
Draga utilizada por E. Thompson entre 1904 y 1907 para extraer objetos del cenote de Chichén Itzá

Con este equipo, a lo largo de siete años, hasta 1911 mantuvo Thompson una operación de dragado del cenote para extraer de su fondo gran cantidad de objetos como esqueletos humanos y  de animales, así como joyas y piezas arqueológicas elaboradas en jade y ónix, que trasladó y vendió ilegalmente en su país. En 1926 fue publicada por primera vez una lista incompleta de lo extraído por T.A Willard en su obraThe City of Sacred Well, misma que se menciona en el Tomo II de la Enciclopedia Yucatanense.
La mayor parte de las piezas así obtenidas fueron adquiridas por el Museo Peabody, de los Estados Unidos que finalmente, después de la intervención del gobierno mexicano, aceptó devolver a México la mitad del lote en 1970 y otras cuantas más en 2008.
Más tarde, ya en 1926, la hacienda fue confiscada por el gobierno mexicano, que abrió dos juicios en contra de Thompson, uno civil y el otro penal. Ambos se prolongaron por varios años hasta que en 1935, tras la muerte de Thompson, el juicio penal fue sobreseído. El juicio civil, sin embargo, continuó hasta que se condenó a la sucesión al pago de una suma pequeña. Los abogados de la parte acusada promovieron un juicio de amparo ante la Suprema Corte de Justicia que arrojó en 1944 un fallo favorable a los sucesores de Thompson, a quienes entonces se les devolvió la finca que había sido embargada precautoriamente.
Independientemente del fallo de la Suprema Corte de Justicia de la Nación, Edward Herbert Thompson tuvo durante su estancia en Yucatán una conducta predatoria y reprobable, en colusión con personajes y autoridades locales y estadounidenses, con el fin de apoderarse ilegalmente del patrimonio cultural de México. La duda que existía respecto de la conducta de Thompson fue reconocida en su oportunidad por el servicio diplomático de los Estados Unidos al cesarlo de su encargo durante una inspección que hicieron las autoridades consulares estadounidenses.
Uno de los principales acusadores e impugnadores de la conducta de Thompson fue Teoberto Maler, arqueólogo austriaco que vivía en Yucatán durante esa época, estudioso de la cultura maya, según consigna en su libro Carlos Echánove Trujillo, en el que dice:

"A pesar de tanta presión de Maler, de las denuncias de los periódicos, de la comprobación de visu por todo un Ministerio de Instrucción Pública, del despojo a la nación de todo lo hallado en el cenote de Chichén Itzá, pasaban los años y nada oficial se intentaba contra el saqueador..."

En 1923, Alma Reed, una periodista estadounidense que llegó a Yucatán en esa época y se vinculó sentimentalmente con Felipe Carrillo Puerto, a la sazón gobernador de Yucatán, dio cuenta en el New York Times de las transgresiones de Thompson y causó conmoción en los círculos culturales y arqueológicos de los Estados Unidos, al punto de que las gestiones del Instituto Carnegie para explorar de manera científica y restaurar el sitio  en ese entonces se vieron comprometidas.
La primera presencia de Alma Reed en Yucatán se dio en el marco de lo que se llamó Expedición Carnegie, que había organizado el Instituto del mismo nombre, incorporando a un nutrido grupo de arqueólogos y antropólogos, entre los cuales figuró Sylvanus Morley. Habían venido en una misión de evaluación y de rescate de las ruinas mayas.
La Revista de Yucatán, por su lado, se refirió en sus ediciones del 21 al 28 de julio de 1926 a las acusaciones públicas que surgieron y se ventilaron, levantando gran indignación en la sociedad yucateca.